# Grottebadet
Grottebadet er en svømmehal i Harstad i Troms, Norge. Hallen er sprængt ind i fjeldet i Harstad centrum, og har blandt andet 25 meters konkurrencebassin, legeland og varmtvandsbassin. Byggeriet begyndte i 1999 og Grottebadet blev åbnet i juni 2003. Da Grottebadet åbnede, blev den gamle svømmehallen i Kanebogen lukket. Bygningsomkostningerne til Grottebadet var ca. 130 millioner NOK.
Grottebadet har helt siden starten kæmpet med dårlig økonomi. Avisen Harstad Tidende meldte både i 2006 og 2007 om stort, negativt driftsresultat for Grottebadet. Efter åbningen af Lofast er besøgstallene øget. I 2009 var Grottebadet Nord-Norges næstmest besøgte turistattraktion – kun slået af Nordkap – med 198.065 besøgende.